# Glabrennea thomasseti
Glabrennea thomasseti је пуж из реда Stylommatophora и фамилије Streptaxidae.

## Угроженост
Ова врста је крајње угрожена и у великој опасности од изумирања.

## Распрострањење
Ареал врсте је ограничен на једну државу. 
Сејшели су једино познато природно станиште врсте.

## Станиште
Станишта врсте су шуме и планине.